# Melker Widell
Melker Widell, né le 19 avril 2002 à Billeberga en Suède, est un footballeur international suédois qui évolue au poste de milieu central à Swansea City.

## Biographie

### En club
Né à Billeberga en Suède, Melker Widell est formé par le Malmö FF. Il signe son premier contrat professionnel le 22 décembre 2021.
En janvier 2022, Widell est prêté au BK Olympic (en) en même temps que deux de ses coéquipiers du Malmö FF, Samuel Burakovsky et Hugo Bolin.
C'est avec ce club qu'il fait ses débuts en professionnel, en troisième division suédoise, le 2 avril 2022, lors de la première journée de la saison 2022 face au Qviding FIF. Il est titularisé et son équipe s'impose par deux buts à un.
Le 27 janvier 2023, Melker Widell quitte définitivement le Malmö FF où il n'aura jamais joué, et rejoint le Landskrona BoIS. Il signe un contrat de quatre ans, soit jusqu'en décembre 2026.
Le 18 juillet 2023, Melker Widell rejoint l'Aalborg BK. Il signe un contrat de trois ans, soit jusqu'en juin 2026.
Le 31 janvier 2025, Melker Widell signe en faveur de Swansea City signe un contrat courant jusqu'en juin 2029. Il est toutefois prêté dans la foulée à l'Aalborg BK jusqu'à la fin de la saison.

### En sélection
Melker Widell joue son premier match avec l'équipe de Suède espoirs contre la Finlande le 16 novembre 2023. Il est titularisé et son équipe l'emporte par trois buts à zéro.
En mars 2025, Melker Widell est convoqué pour la première fois avec l'équipe nationale de Suède par le sélectionneur Jon Dahl Tomasson. Il vient notamment renforcer l'équipe pour compenser le forfait de Lucas Bergvall. Il honore sa première sélection avec la Suède lors de ce rassemblement, le 25 mars 2025 contre l'l'Irlande du Nord. Il entre en jeu et son équipe s'impose par cinq buts à un.

## Vie privée
Melker Widell est le frère de Casper Widell, lui aussi footballeur professionnel.